# Son Vida
Son Vida és una barriada de la ciutat de Palma, a l'illa de Mallorca, situda al sector oriental de la serra de na Burguesa. Es troba delimitada pels barris de Gènova, la Teulera, Son Dureta, Son Anglada, Son Rapinya, Son Pacs i Son Xigala. Administrativament pertany al districte de Ponent. L'any 2018 tenia 743 habitants, el 37,01% dels quals eren estrangers.
De la creació de la urbanització ençà, Son Vida s'ha associat al luxe i a la distinció, en part potenciat per la conversió del Castell de Son Vida en un luxós hotel. Històricament, però, Son Vida fou una de les possessions més importants del terme de la ciutat, propietat de les famílies Vida, Desmàs i Trullols. Els seus límits eren a la partió dels termes de Palma i de Calvià, entre Son Quint, Santa Eulàlia, Son Muntaner i les possessions calvianeres de Son Camps i Valldurgent.

## Història
Berenguer Vida i els seus germans participaren en la conquesta de Mallorca (1229) i reberen en el posterior repartiment els rafals del terme de la ciutat anomenats Alxidat, de cinc jovades; Abnalabeth, de quatre; Alcuezcuey, també de quatre jovades; Abenaulen, de tres, i Abenantip, de cinc. L'opinió de l'historiador Guillem Rosselló Bordoy és que eren els rafals d'Ali ibn'Abbad, Alquezeney i d'Aben Taip. Segons una hipòtesi versemblant, aquests rafals (o alguns d'aquests), agrupats, serien la base de l'alqueria de Son Vida. Fou adscrita a la parròquia de Santa Creu, a la qual pertangué fins a la creació de noves parròquies el segle xix.
La possessió va estar a mans dels Vida durant més de quatre segles. El 1506 el propietari era Jaume Vida, i el 1518 pertanyia a Mateu Vida. Confrontava amb Son Cotoner, Valldurgent i el camí d'Andratx, i era un lloc popular de caça de perdius amb reclam i de tords amb filats. Tenia cases amb tafona, celler i molí de sang, i era dedicada a olivars, garroverars, vinya i al conreu de cereals. Aquest sistema de conreus s'hi mantengué fins al segle xix, en què els ametlerars substituïren les vinyes. El 1578 n'era propietari Jaume Vida, i era valorada en 15.000 lliures.
El 1610 era de Berenguer Vida, ciutadà, el qual testà aquell mateix any i fundà el fideïcomís de Son Vida. A les cases hi havia una notable biblioteca. Disposava d'un alambí per elaborar aigües cordials. Berenguer moriria sense fills, i així la propietat passà a una germana seva, Abdona Vida, casada amb Francesc Desmàs (†1604), senyor de Son Mas (Andratx). Fruit d'aquest matrimoni nasqueren Guillem i Jaume Desmàs i Vida, ciutadans militars. Guillem heretà Son Vida per motiu del fideïcomís fundat pel seu oncle, mentre que Jaume, casat amb Margalida Doms, fou propietari de Son Mas.

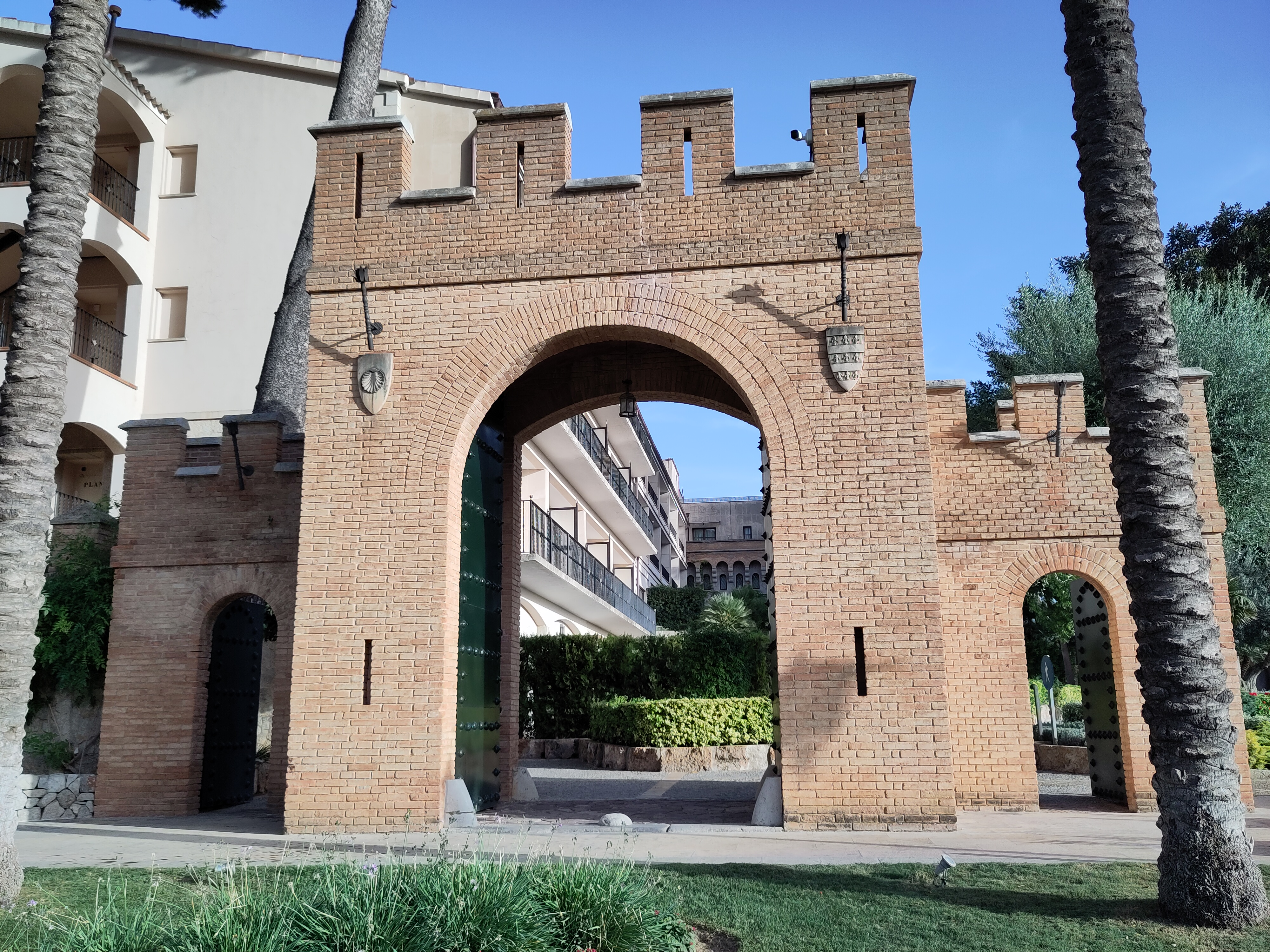
Portal del Castell de Son Vida, amb l'escut dels Vida i dels Desmàs

Del matrimoni de Jaume Desmàs amb Margalida Doms nasqueren quatre fills: Berenguer, Guillem, Jeroni i Francesc, ciutadans militars. Els tres primers moriren fadrins, i Francesc Desmàs i Doms fou propietari de Son Mas d'acord amb les disposicions testamentàries del seu germà Jeroni (1633). Es casà, el 1623, amb Paula Morlà (†1685), i morí aquell mateix any. El seu fill Jaume Desmàs i Morlà fou senyor de Son Mas, i també de Son Vida, perquè el germà del seu avi Jaume, el dit Guillem Desmàs i Vida, qui havia heretat Son Vida per motiu del fideïcomís fundat per Berenguer Vida, havia mort fadrí. El 1653, Son Vida apareix documentada com a part de «l'heretat del magnífic Guillem Desmàs». Tenia cases rústiques i fortificades, però amb un notable mobiliari de luxe. Eren pertinences de la possessió les muntanyes i garrigues de la Cabana i les terres de la Vinya Vella.
El 1662, Jaume Desmàs i Morlà, donzell de Mallorca i propietari de Son Vida, es casà amb Jerònia Trullols i Font de Roqueta, germana de Francesc Trullols i Font de Roqueta, procurador reial de Mallorca, notable personatge que promocionà la casa de Trullol fins a situar-la entre les famílies més importants de Mallorca. El 1685 era valorada en 14.500 lliures, segons els estims d'aquell any.
Jaume Desmàs i Morlà morí el 19 de desembre de 1716, el darrer d'aquest llinatge que fou senyor de Son Vida. Ordenà el seu darrer testament el 18 de maig de 1713 davant el notari Bartomeu Fàbregues, en el qual nomenà hereva universal la seva esposa, Jerònia Trullols i Font de Roqueta, la qual passà a esser propietària de Son Vida no només com a hereva universal del seu espòs, sinó també en virtut dels títols contenguts en la capbrevació que havia fet el prevere Guillem Ferrer com a procurador de Jaume Desmàs, el 17 de novembre de 1683. Jaume Desmàs no deixà descendència del seu matrimoni amb Jerònia Trullols, però sí un fill natural, Francesc Desmàs, nat de Francina Boïls, una al·lota de 13 anys de modesta extracció social que tenia segrestada a Son Mas. El bord Francesc Desmàs Boïls reclamà l'herència paterna, però no pogué impedir que Son Vida passàs a Jerònia Trullols. Jerònia morí el 28 de febrer de 1721 amb testament atorgat 1705, en el qual nomenà hereus universals els seus germanastres Jordi i Nicolau Trullol i Dameto. Jordi seguí la carrera religiosa, i a la seva mort el 1723 el seu germà Nicolau heretà tots els seus béns.
Nicolau Trullols i Dameto (1667-1729), primer marquès de la Torre, es casà amb Caterina Gual i Sanglada. El seu fill, Ferran Trullols i Gual, es casà amb Agnès Fortuny i Gual, i fruit d'aquest matrimoni nasqueren set fills: Nicolau, Ferran, Francesc, Ignàsia, Josepa, Violant i Jordi Trullols i Fortuny. Nicolau era el primogènit, però, com que premorí son pare i sa mare, passà a esser successor al títol de marquès de la Torre i als fideïcomisos el seu germà Ferran, subdiaca canonge de la Santa Església Catedral. A la mort d'aquest el 1781, succeí el seu germà Francesc.
El 1737, Caterina Gual i Sanglada i el seu fill, Ferran Trullols i Gual, arrendaren Son Vida a Joan Guerau, fill de Pere Guerau, per vuit anys. El contracte d'arrendament es feu amb una sèrie de pactes i condicions, com per exemple «que per fruits y ànnua merced de dita pocessió Son Vida me hageu de donar y pagar a mi dita marqueza y als meus vós dit conductor durant dit arrendament cade añy sinch-centas lliuras moneda de Mallorca ab tres tersas iguals». A més de l'ànnua mercè, l'arrendador havia de lliurar anualment diversos productes a la marquesa i dur-los-hi personalment a Cal Marquès de la Torre, com ara oli, olives verdes, xeixa, garroves, ametles, llenya i palla, entre d'altres. Els propietaris es reservaven les cases noves i la cuina de la clastra, amb la prohibició expressa que pogués esser habitada pel conductor o la seva família. L'arrendador tenia l'obligació d'anar a cercar un sacerdot tots els diumenges i festes per dir missa a Son Vida. Així mateix, tenia prohibit tallar pins o qualsevol altre arbre de la muntanya, tret que fos per a consum propi de la casa. El contracte esmenta la tafona, de la qual diu que està «armada y llesta per fer oli ab la cassa de aram y la pala de ferro que tindreu obligació de dexar del matex modo lo últim añy». El 1773 encara pertanyia a Ferran Trullols i Gual.
Ferran Trullols i Gual morí el 15 de novembre de 1778, i fou enterrat a l'església de Montision. El 5 de març de 1779, començà la redacció de l'inventari dels seus béns i heretat. Primer s'inventariaren les cases del carrer de la Portella (Cal Marquès de la Torre), i a continuació començà la redacció de l'inventari de Son Vida. En primer lloc, s'esmenten els béns mobles trobats dins la sala bona, entre els quals hi ha 44 quadres i diversos retrats d'avantpassats de la família. Després es passa a les cambres, tres a l'esquerra i tres més a la dreta, amb altres habitacions a dins; s'hi troben, entre altres béns mobles, un total de 146 quadres, dels quals destaquen un que representa Nostra Senyora de la Pietat, un altre de Nostra Senyora dels Dolors, un retrat del comte Josep i retrats de diversos sants, del papa, dels reis i d'un cardenal. Després es passa a la cuina, el menjador, l'estudi dels criats i la cuina de la madona. Una vegada inventariats els arreus de cultiu, es declara que part del bestiar que hi havia a Son Vida havia estat lliurat a Gaspar de Villalonga i Mir, espòs d'Elionor Trullols i Gual, germana del difunt Ferran, com a part del dot que li fou constituït en el moment del casament (1723). Gaspar de Villalonga tengué durant molts anys Son Vida en conducció, i, quan la restituí, lliurà part del bestiar que li havia estat satisfet en virtut del seu matrimoni amb Elionor Trullols. Fills de Gaspar i d'Elionor foren Francesc, Nicolau i Josep Villalonga i Mir Trullols.
Després de Francesc Trullols i Fortuny, el següent propietari de Son Vida fou el seu fill Ferran Trullols i Vilallonga, marquès de la Torre, casat amb Joana de Sales i Boixadors. Fruit d'aquest matrimoni nasqueren almenys tres fills: Francesc, Ignàsia i Dionísia Trullols i de Sales. El 1817 tenia una extensió de 300 quarterades i era valorada en 25.000 lliures. L'Apeo de 1818 recull dades agrícoles de la possessió, tot i que difereixen una mica de les anteriors: tenia una extensió de 380 quarterades i era valorada en 36.000 lliures. Segons aquest document, era la 19a possessió més ben valorada de la ciutat. El 1845 continuava en possessió de Ferran Trullols, i tenia una superfície de 386 quarterades, de les quals 300 eren bosc i garriga, i feia 480 lliures de crèdit líquid. Ferran Trullols i Vilallonga ordenà testament el 22 de febrer de 1851, efectiu el 18 de novembre de 1857, en què nomenà hereu el seu fill Francesc Trullols i de Sales. En aquell moment, Son Vida tenia una extensió de 530 quarterades i confrontava, al nord, amb Son Camps; al sud, amb Santa Eulàlia; a l'est, amb Son Quint, i, a l'oest, amb Valldurgent, i era valorada en 70.000 escuts.

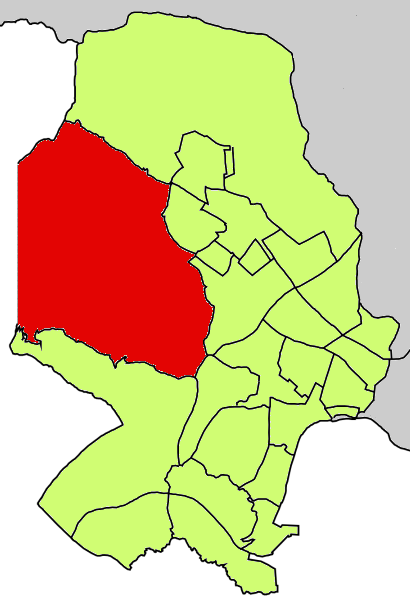
Localització de Son Vida respecte de Districte de Ponent

Segons l'Arxiduc Lluís Salvador, el 1865 Son Vida era de Francesc Trullols i de Sales. Tenia 430 quarterades, i era la sisena possessió més extensa del terme de Palma. Francesc Trullols i de Sales es casà amb Lluïsa Despuig i Fortuny, amb qui tengué almenys dos fills, Joana i Ferran Trullols i Despuig. Morí el 19 d'octubre de 1890, amb testament que ordenà el 6 d'abril de 1883, en què nomenà usufructuària de la meitat de l'herència la seva esposa, Lluïsa Despuig i Fortuny, i hereu universal el seu fill Ferran Trullols i Despuig. Una vegada practicada la divisió de béns entre Ferran i Joana Trullols i Despuig, Son Vida fou adjudicada al primer. L'herència contenia, a més de Son Vida, tres possessions més i altres béns Ferran Trullols i Despuig es casà amb Maria Magdalena Ventura Vilallonga i Safortesa, amb qui tengué nombrosa descendència: Lluïsa, Dolors, Francesc, Marià, Magdalena, Ferran, Catalina (†1918), Joana, Josep (†1904), Concepció, Antoni (†1914), Mercè i Ferranda Trullols i Vilallonga.

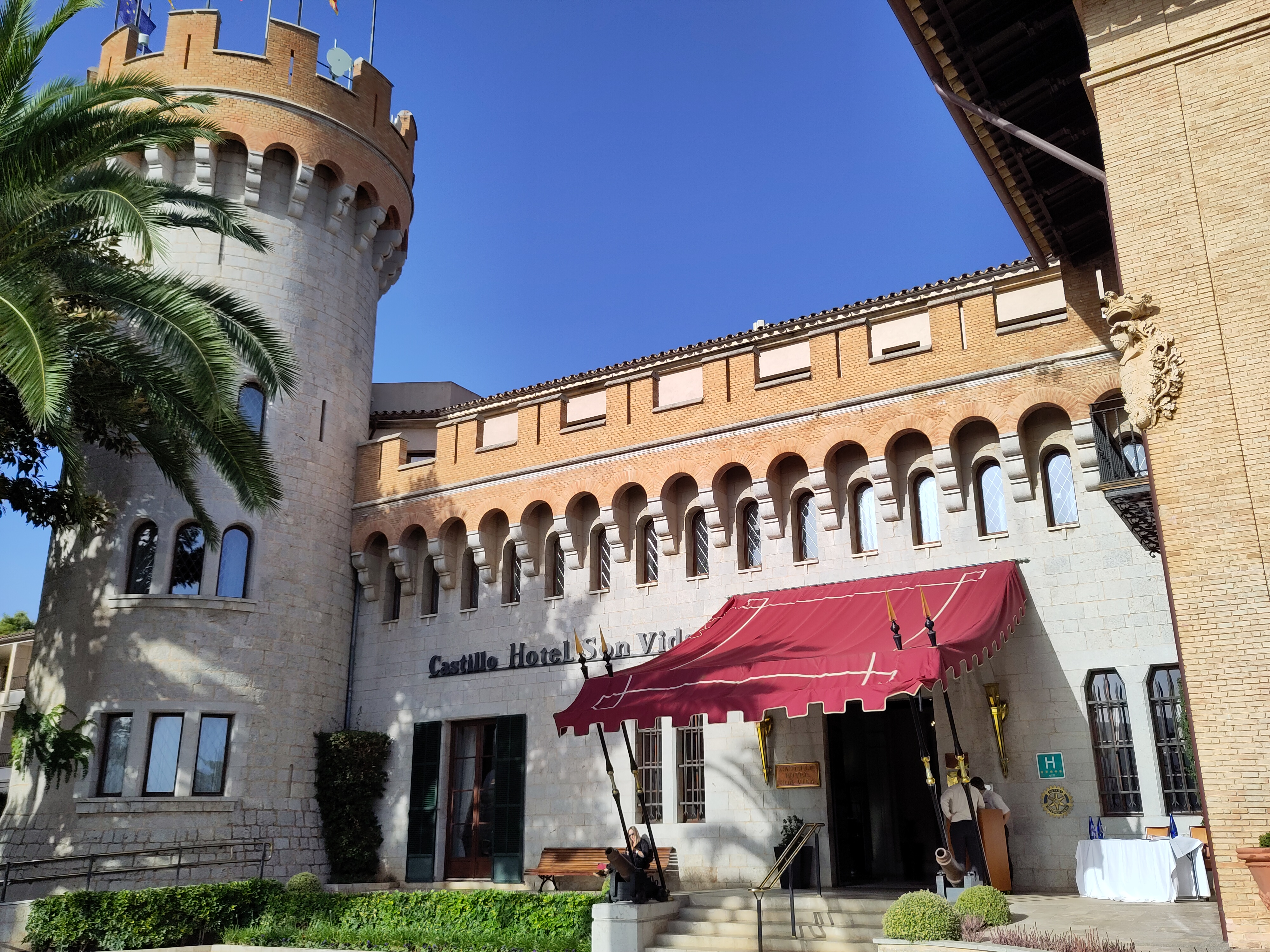
El Castell de Son Vida

Entre 1900 i 1905, per complaure la seva esposa, Ferran Trullols feu aixecar damunt les cases de l'antiga alqueria un sumptuós edifici en forma de castell neogòtic inspirat en el castell de Peralada, el qual havia heretat de Joana Adelaida de Rocabertí-Dameto i de Verí (†1899), esposa (1856) del VIII comte de Montenegro, Ramon Despuig i Fortuny, que era oncle de Ferran; aquesta senyora, comtessa de Peralada i Savellà, vescomtessa de Rocabertí, marquesa de Bellpuig i propietària d'un vast patrimoni repartit per tota l'illa, també llegà als marquesos de la Torre les possessions ciutadanes de Bunyolí, Son Armadans i Son Santjoan. El castell rebé visitants il·lustres, com ara la infanta Isabel Francesca de Borbó, Antoni Maura i el rei Eduard VII d'Anglaterra. Era ornat amb mobles i teixits de luxe dels segles xvi i xvii, i contenia olis de Ribera, Ankerman i Faust Morell.
Son Vida tenia aleshores devers 500 quarterades i confrontava amb Son Quint, Son Muntaner i Son Xigala. Hi havia extensos garroverars i ametlerars i conreus de cereals. Les pedres de les seves pedreres eren particularment estimades per ornar xemeneies. El castell estava edificat sobre un turó, enrevoltat d'un extens jardí, on hi havia ficus i un particular zoològic compost de lloretons, canaris, faisans, gallines faraones, voltors, llebres, una rabosa, una moneia i un porc senglar, entre d'altres, tancats dins enormes gàbies. Per proveir-se d'aigua, el marquès feu construir a un turonet proper un aljub de grans proporcions, de rajola vista, cobert amb vuit voltes a la catalana. Una làpida col·locada sobre l'aljub indica que també fou obra de Joan Pagès Llauró.
En aquella època, qui tenia cura de l'explotació agropecuària era l'amo en Miquel Bestard, que havia substituït son pare. El 1919 abandonà Son Vida per passar a esser l'amo de Santa Ponça, i fou substituït pel seu germà Gaspar, i aquest per Francesc Pasqual, com a majoral, que, a més a més, era l'encarregat de mostrar els estatges del castell als visitants. Cronològicament, després de Francesc Pasqual se'n cuidaren Antoni Capllonc; Gabriel Fullana Galiana; Rafel Garcies Joan, Mena; Josep Pujol i Pere Febrer, el primer com a amo i els altres quatre com a amitgers. A Son Vida hi hagué una parella molt coneguda i estimada a Son Rapinya, el garriguer i posader Jordi Gelabert i la seva esposa, Francesca Sastre Sastre, que abans havien estat a Son Muntaner.
Ferran Trullols i Despuig morí el 14 de febrer de 1923, a l'edat de 72 anys, i nomenà hereva universal propietària la seva esposa Maria Magdalena Vilallonga i Safortesa, la qual morí el 1936. Nomenà hereu usufructuari el seu fill Francesc Trullols i Vilallonga, i hereu propietari el seu net Ferran Trullols i Descatlar, fill d'aquest darrer. Altres fills del matrimoni foren, a part del referit Ferran, Jordi, Francesc, Antoni, Pilar, Maria, Concepció, Carme, Assumpció i Dolors Trullols i Descatlar. Però Ferran morí fadrí i sense descendència, i es declarà que el seu únic hereu era son pare, Francesc Trullols i Villalonga, fins llavors hereu usufructuari. El 1953, Francesc féu donació per indivís de Son Vida i una altra possessió als seus vuit fills.
El 1957, els germans constituïren l'entitat Son Vida S.A. a partir de la propietat, i l'industrial Josep Lluís Ferrer Ramonell comprà la seva part a Pilar, una de les germanes. L'entitat vengué, el 1958, una primera segregació de la propietat a Gabriel Arrom Rosselló, en un total de 21 quarterades. El 1960 es vengué el Castell a l'entitat Son Vida Hoteles S.A., que tenia la intenció de convertir-lo en hotel; les obres començaren l'any següent. A més, es va construir un camí que enllaçava el castell amb Son Rapinya i que també donàs accés a les futures noves parcel·les.
A partir de 1964 s'inicià la parcel·lació de la resta de la propietat, i així al llarg dels anys seixanta i setanta nasqué la urbanització de Son Vida, formada exclusivament per xalets exclusius. Aquell mateix any s'inaugurà, vora el castell, el primer camp de golf de Mallorca.

## Transport públic
La línia de bus de l'EMT de Palma que travessa la barriada és:
- Línia 7: Son Rapinya-Son Gotleu (Itinerari de Son Vida). Freqüència mitjana: 1 h.